# Dzień Pamięci o Cywilnej Ludności Powstańczej Warszawy
Dzień Pamięci o Cywilnej Ludności Powstańczej Warszawy – polskie święto państwowe niebędące dniem wolnym od pracy, przypadające 2 października w rocznicę kapitulacji powstania warszawskiego.

## Znaczenie daty
W nocy z 2 na 3 października 1944 r. w Ożarowie Mazowieckim podpisano układ o zaprzestaniu działań wojennych. W ten sposób zakończyło się powstanie warszawskie trwające od 1 sierpnia. Na obszarach objętych powstaniem znajdowało się ok. 720 tys. mieszkańców Warszawy, którzy udzielili powstańcom wsparcia umożliwiającego prowadzenie walki przez 63 dni. W trakcie walk ludność cywilna stała się ofiarami niemieckich represji, m.in. na warszawskiej Woli doszło do wymordowania ok. 30-65 tys. osób. W trakcie likwidacji powstania śmierć łącznie poniosło ok. 200 tys. osób. Ponadto z Warszawy wywieziono do 150 tys. osób na przymusowe roboty na terenie III Rzeszy. Pozostałe osoby przymusowo wysiedlono, wiele z nich nigdy nie powróciło do swoich domów.

## Historia inicjatywy
Władze komunistyczne do 1989 r. umniejszały aspekt udziału cywili w powstaniu warszawskim. Działania upamiętniające losy mieszkańców Warszawy zostały podjęte po zmianie systemu politycznego w Polsce. Do głównych inicjatorów upamiętnienia ludności cywilnej należała Wanda Traczyk-Stawska, która postulowała aby 2 października był świętem upamiętniającym ofiary cywilne powstania, tak jak 1 sierpnia jest poświęcony żołnierzom w nim walczącym. Wspólnie z prof. Leszkiem Żukowskim, Prezesem Światowego Związku Żołnierzy AK oraz posłem Michałem Szczerbą, Prezesem Towarzystwa Przyjaciół Woli, doprowadziła do przygotowania uchwały sejmowej.

## Ustanowienie święta
Ustawa została przyjęta przez aklamację 25 października 2015 r. Sejm Rzeczypospolitej Polskiej podkreślił, że dzięki postawie mieszkańców Warszawy powstanie warszawskie mogło trwać aż 63 dni. Posłowie zaznaczyli, że przyjmując tę uchwałę składają hołd tym warszawiakom, którzy zginęli w czasie walk oraz zostali poddani represjom po ich zakończeniu. Obchody święta są połączono z Marszem Pamięci, który kończy się pod pomnikiem „Tędy przeszła Warszawa” na terenie obozu przejściowego Dulag 121.